# 科曼日地区圣贝特朗
科曼日地区圣贝特朗（法語：Saint-Bertrand-de-Comminges，法語發音：[sɛ̃ bɛʁtʁɑ̃ də kɔmɛ̃ʒ]），或纯音译作圣贝特朗德科曼日，是法国上加龙省的一个市镇，属于圣戈当斯区。该市镇总面积11.17平方公里，2009年时的人口为259人。

## 人口
科曼日地区圣贝特朗人口变化图示